# イマヌエル・ブロッホ
イマヌエル・ブロッホ（Immanuel Bloch、1972年11月16日 - ） はドイツの実験物理学者。専門は超低温多原子分子の研究。
フルダ出身。1995年ボン大学卒業。スタンフォード大学に留学後、2000年にテオドール・ヘンシュの指導下でミュンヘン大学から物理学のPh.D.を取得した。2002年までマックス・プランク量子光学研究所の研究員として在籍し、2003年にマインツ大学教授に就任した。2009年からミュンヘン大学教授兼マックス・プランク量子光学研究所長を務める。

## 受賞歴
- 2002年 - オットー・ハーン・メダル
- 2005年 - ゴットフリート・ヴィルヘルム・ライプニッツ賞
- 2013年 - ケルバー欧州科学賞
- 2015年 - ハーヴェイ賞
- 2022年 - クラリベイト引用栄誉賞

## 参照
- Immanuel Bloch at LMU and MPQ
- Group Homepage
- Max-Planck Institute of Quantum Optics